# Bot comerciant
Un bot comerciant (en anglès trading bot o trader bot) és un programa informàtic que realitza operacions automatitzades de trading algorítmic a través d'Internet creant ordres de compra i venda d'actius financers en cases de canvi virtuals. El programa informàtic generarà automàticament ordres basades en un conjunt de regles predefinides utilitzant una estratègia de negociació que es basa en anàlisi tècnica, càlculs estadístics i matemàtics avançats o informació d'altres fonts electròniques.
Aquests sistemes de negociació automatitzats són utilitzats principalment per bancs d'inversió o fons de cobertura, però també estan disponibles per a inversors privats mitjançant eines en línia senzilles. Es calcula que entre el 70% i el 80% de totes les transaccions del mercat es duen a terme mitjançant programari de negociació automatitzat, a diferència de les operacions manuals.
Els sistemes de negociació automatitzats s'utilitzen sovint amb la negociació electrònica en centres de mercat automatitzats, incloent-hi xarxes de comunicació electrònica, "dark pools" i borses automatitzades. Els sistemes de negociació automatitzats i les plataformes de negociació electrònica poden executar tasques repetitives a velocitats d'ordres de magnitud superiors a qualsevol equivalent humà. Els controls de risc i les salvaguardes tradicionals que es basaven en el judici humà no són adequats per a la negociació automatitzada i això ha causat problemes com el Flash Crash del 2010. S'han implementat nous controls com ara restriccions comercials o "interruptors de circuit" en alguns mercats electrònics per fer front als sistemes de negociació automatitzats.
El seu ús s'ha popularitzat per l'especulació en bitcoin i moneda digital.
Per executar les tasques, el bot sol·licita informació a la casa de canvi (preus, indicadors tècnics, etc.), la processa amb algoritmes predeterminats i envia les decisions comercials amb per tal d'augmentar  capital.
En molts casos, els  inversors o traders manuals no poden reaccionar prou ràpid als canvis en el preu per aconseguir les operacions òptimes que estan teòricament disponibles per a ells. La desacceleració dels intercanvis i els temps de transacció financera  exacerben encara més aquest problema. En segon lloc, els inversors simplement no poden dedicar tant de temps als mercats com sigui necessari per aconseguir sempre les millors operacions. Fer-ho requeriria un monitoratge continu dels intercanvis de moneda digital a tot el món, procés que sí que pot realitzar un trader bot.

## Tipus
Hi ha varietat de bots comerciants. Un dels tipus més populars és el 'bot d'arbitratge' Els bots d'arbitratge són eines que examinen els preus a través dels intercanvis i realitzen intercanvis per aprofitar les discrepàncies. A causa que el preu d'una moneda digital com bitcoin tendeix a variar d'un intercanvi a un altre, els bots que poden moure prou ràpid poden vèncer els intercanvis que es retarden en l'actualització dels seus preus.
Altres tipus de bots utilitzen dades històriques de preus per provar estratègies de negociació, en teoria oferint als inversors un avantatge. Altres bots estan programats per executar operacions en senyals particulars com el preu o el volum de negociació.

## Mecanisme
Els inversors poden subscriure a programes de bot gratuïts per ajudar en el seu comerç. D'altra banda, molts bots tenen tarifes d'usuari, algunes de les quals poden ser bastant elevades. En general, els inversors busquen el bot o bots que seran més útils per a ells i després descarreguen el codi d'un desenvolupador. Cada bot inclou diferents requisits en termes de programari i maquinari.
El sistema de negociació automatitzat determina si s'ha de presentar una ordre basant-se, per exemple, en el preu actual de mercat d'una opció i els preus teòrics de compra i venda. Els preus teòrics de compra i venda es deriven, entre altres coses, del preu actual de mercat del valor subjacent a l'opció. Una taula de cerca emmagatzema un rang de preus teòrics de compra i venda per a un rang determinat del preu actual de mercat del valor subjacent. En conseqüència, a mesura que canvia el preu del valor subjacent, es pot indexar un nou preu teòric a la taula de cerca, evitant així càlculs que, d'altra manera, alentirien les decisions de negociació automatitzades. Un sistema de negociació automatitzat en línia de processament distribuït utilitza missatges estructurats per representar cada etapa de la negociació entre un creador de mercat (cotitzador) i un possible comprador o venedor (sol·licitant).
Els bots poden ser increïblement útils, encara que segueix havent-hi un debat en curs sobre si haurien de permetre en el comerç de moneda digital. No obstant això, per maximitzar l'impacte d'un bot, un inversor ha de saber com utilitzar millor l'eina. Per exemple, els inversors han de tenir els comptes adequades configurades en els intercanvis de divises digitals. Heu d'emmagatzemar aquests comptes amb tinences de capital financer. En molts casos, encara han de prendre decisions d'inversió, com quan comprar o vendre. Si bé el bot pot executar aquestes ordres, no necessàriament segueix una estratègia d'inversió sòlida.
El que un robot de xifrat tendeix a no ser és una solució per fer-se ric ràpidament per a un inversor que no busca dedicar el temps i l'esforç necessaris per a l'èxit. Primer, molts brossa proporcionen retorns marginals fins i tot quan funcionen correctament. Segon, molts brossa simplement no estan ben dissenyats. En tercer lloc, i el més important, la utilització reeixida d'un bot requereix un coneixement profund dels mercats de divises digitals i un excel·lent pla d'inversió de suport.

## Estratègies
El seguiment de tendències és una estratègia de negociació que basa les decisions de compra i venda en tendències observables del mercat. Durant anys, han sorgit diverses formes de seguiment de tendències, com el programa de programari Turtle Trader. A diferència de la previsió financera, aquesta estratègia no prediu els moviments del mercat. En canvi, identifica una tendència al principi del dia i després opera automàticament segons una estratègia predefinida, independentment dels canvis de direcció. El seguiment de tendències ha guanyat popularitat entre els especuladors, tot i que continua depenent del judici humà manual per configurar les regles de negociació i les condicions d'entrada/sortida. Trobar l'estratègia inicial òptima és essencial. El seguiment de tendències està limitat per la volatilitat del mercat i la dificultat d'identificar amb precisió les tendències.

## Bots de codi obert
Hi trader brossa de codi obert publicats a Internet, gratuïts i de lliure accés com Freqtrade, DeviaVir / zenbot, Kelp i altres. Requereix de certa experiència en trading i programació.